# マイクロバブル

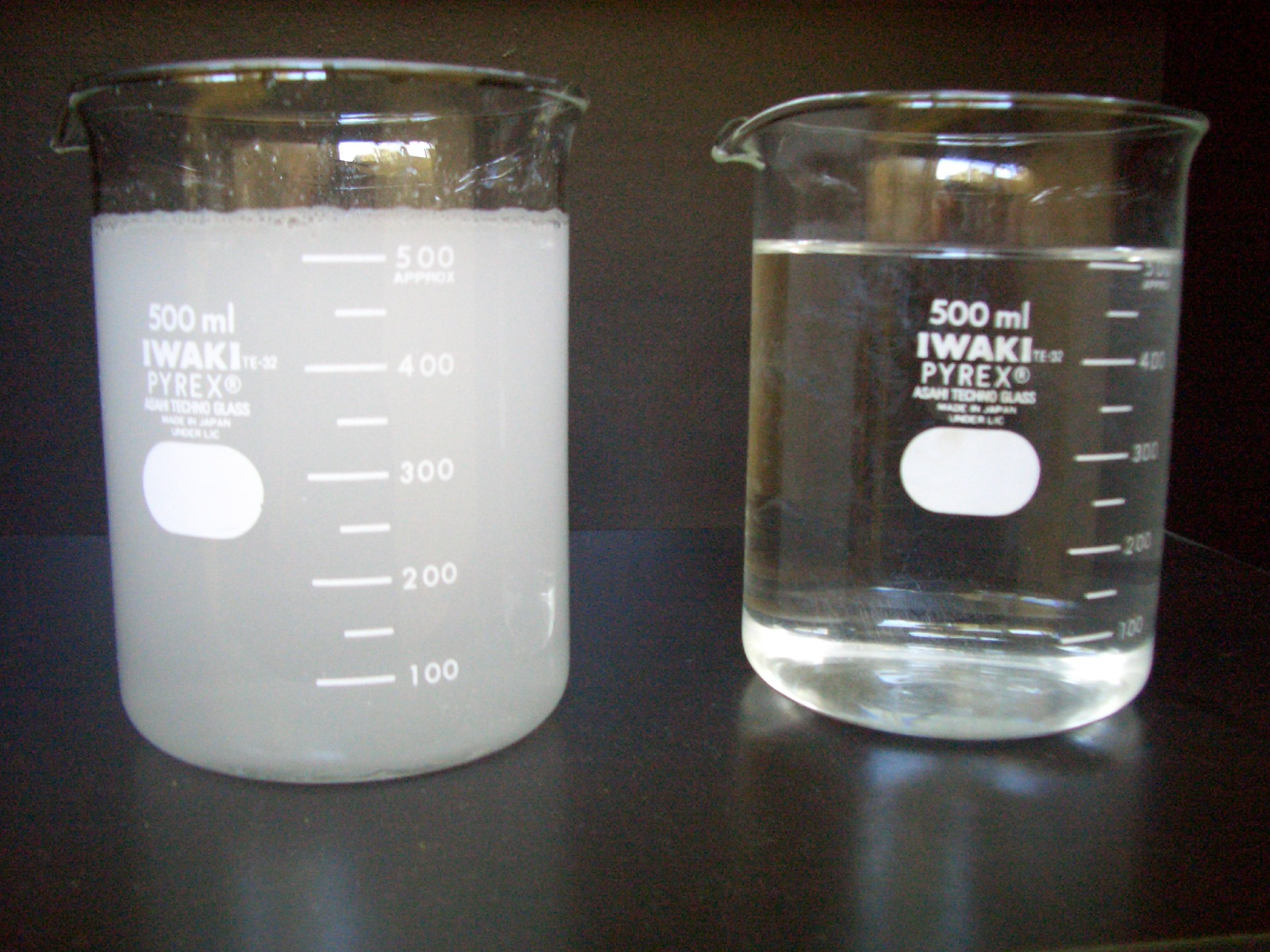
左がマイクロバブル水、右が比較用の水

マイクロバブル は微細な気泡のことであり、ISO規格においてはISO 20480-1:2017により、ファインバブル（直径100μm以下全て）のうち、マイクロバブルは直径1～100μmの気泡と定義されている。さらに微細な数十～数百ナノメートルの気泡はウルトラファインバブルと呼ばれる。通常の気泡とは、異なった性質が現れる。

## 発生方法
エジェクター方式エジェクターに加圧された液体を送り、エジェクター内部に発生する無数の「剥離流」により自吸されるガスを微粒化して気泡を生成する手法。
キャビテーション方式キャビテーション構造を有する発生器に加圧された液体を送り、構造部で発生するキャビテーション現象（空洞現象）を利用し液体に含まれる溶存ガスを析出させて気泡を生成する手法。
旋回流方式筒状の構造を有する発生器に偏心方向から加圧された液体を送り、円筒中心部に形成される「気柱」により空気を自吸させ、吐出する際の速度差で生じるせん断力により気泡を生成する手法。
加圧溶解法圧力下で気体を強制的に溶解させ、減圧（大気開放）により気泡を析出させる手法。

### 発生方法別の気泡径
- マイクロバブル
  - エジェクター方式（マイクロバブル/平均気泡径：20μm後半～）
  - キャビテーション方式（マイクロバブル/平均気泡径：20μm～）
  - 旋回流方式（マイクロバブル/平均気泡径：20μm後半～）

マイクロナノバブル
  - 加圧溶解方式（マイクロナノバブル/600nm～）

ナノバブル
  - 加圧溶解方式+ナノノズル（ナノバブル/平均気泡径：100nm～）

## マイクロバブルの特性
上昇速度
通常の気泡は、急激に水液中を上昇し最終的に液面で破裂する。しかし、マイクロバブルは気泡体積が微細であるため、上昇速度が遅く長い間、水液中に滞在し続ける。例えば、直径10μmの気泡は一分間に 3 mm 程度の上昇しかない。マイクロバブルの上昇速度はストークスの式で示される。
自己加圧効果
界面は気相と液相、液相と液相、液相と固相、固相と固相の二相間で形成される。この界面間で界面張力により加圧が発じる。この界面張力はヤング・ラプラスの式で導かれ、気泡の大きさに反比例して気泡に加わる圧力が高まる。このため、微細気泡は圧力により一層小さくになり、さらに圧力が高まる。理論上、無限の圧力が生じる。また、加圧効果により効果的に気体が水中に溶解する（ヘンリーの法則）。
表面電位特性
マイクロバブルはコロイドとしての側面があり、負に帯電をしている。このため、マイクロバブル同士は反発し合う。この性質のため、マイクロバブル同士の結合がなく、気泡濃度が減ることがない。
自己圧壊
マイクロバブルの自己圧壊作用により、水や窒素などが分解されラジカルが生成される。生成メカニズムに関しては、諸説あり未だ決着が着いていない。
※最新の研究では「マイクロバブルの自己圧壊によるラジカル生成」は確認されていない。

## マイクロバブルの応用
造影剤
微小気泡の造影剤は、毛細血管も容易に通過でき副作用の心配性が低い。
マイクロバブルオゾン
難溶解性であるオゾンO3 或いは二酸化炭素CO2 でマイクロバブルを作ることにより、水中に溶解させる。これによって、水中のウイルスの不活性化や雑菌などの殺菌を行う。残存性のない強力な殺菌が行える。
船舶への応用
船体と海水の間にマイクロバブルを流すことにより（スーパーキャビテーション）船体への摩擦抵抗を減らし、省エネルギー化を行う。なお、船体の摩擦抵抗を減らす、いわゆる「マイクロバブル」は、気泡径が0.5～1mm程度のものであり、分類上は「ミリバブル」と考えた方が適切である。
農業
東京大学物性研究所によると、プラスに帯電させたナノバブルを含んだ水で水耕栽培すると植物の葉緑素を増やす作用があり、野菜の増収効果が見込める